# Catedral Nova de Plasencia
A Catedral Nova de Plasencia é uma igreja católica na cidade de Plasencia, província de Cáceres, comunidade autónoma da Estremadura. É a sede da Diocese de Plasencia e é considerada a igreja de maiores dimensões e com a decoração mais rica de toda a Estremadura.

## História
A construção foi iniciada em 1498 e prolongou-se ao longo do século XVI até 1578, ano em que foi interrompida. No século XVII houve mais obras, que nunca terminariam por falta de financiamento, ficando deste modo a catedral inacabada.
A construção da nova catedral implicou a demolição do cruzeiro e de parte da cabeceira da Catedral Velha, com a qual a catedral nova comunica através do claustro.
O projeto inicial da catedral, segundo o modelo gótico tardio, foi de Enrique Egas, a quem se seguiria Juan de Álava.
A parte construída é principalmente de estilo renascentista e plateresco. Participaram na sua construção de forma mais ou menos direta os principais arquitetos espanhóis do século XVI — Enrique Egas, Juan de Álava, Francisco de Colonia, Alonso de Covarrubias, Diego de Siloé, Rodrigo Gil de Hontañón, Pedro de Ezquerra e Pedro de Ibarra.

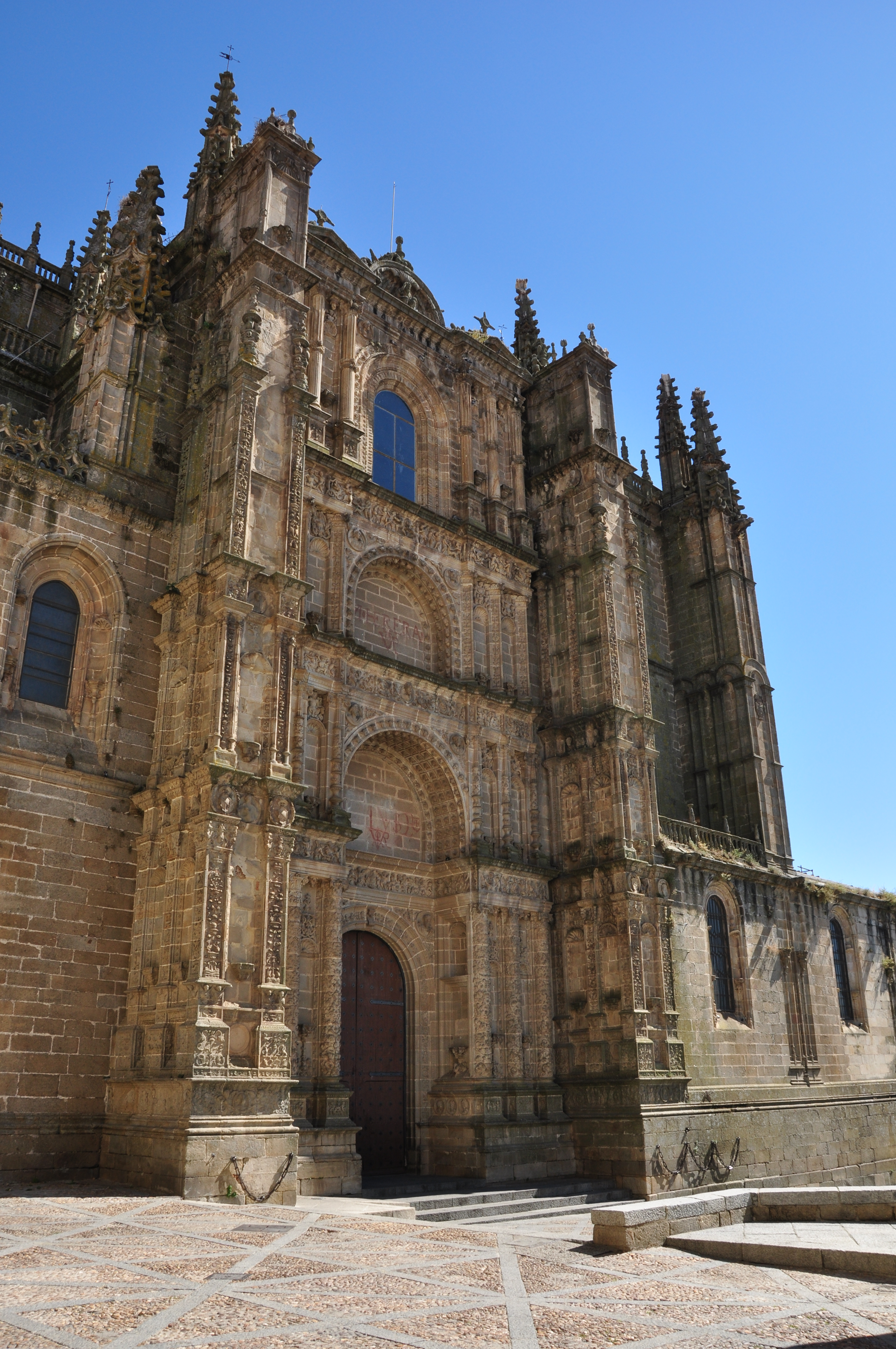
Fachada principal.

Os cerimónias fúnebres do imperador Carlos V (I de Espanha) foram realizadas na catedral, tendo havido então necessidade de cobrir com tapumes a parede sul.

## Características

### Exterior
O exterior da catedral é de grande riqueza ornamental e apresenta um conjunto de ameias rendilhadas[a], pináculos, janelas, imagens e medalhões. Tem duas fachadas renascentistas de estilo plateresco.
A fachada norte, a principal, está dividida em quatro corpos que, com a abundante decoração plateresca, fazem dela um autêntico retábulo em pedra. Faltam-lhe as estátuas, que nunca chegaram a ser esculpidas. Crê-se que foi iniciada por Juan de Álava e terminada por Rodrigo Gil de Hontañón, que realizou o corpo superior, as ameias rendilhadas[a] e os pináculos, apesar de alguns autores referirem que Juan de Álava a teria terminado em 1558.
A fachada sul, chamada do Enlosado, foi construída entre 1538 e 1548 e é tradicionalmente atribuída a Diego de Siloé. A sua planta é mais moderna, com um arco triunfal de meio ponto, colunas jónicas. O corpo superior tem uma arcada dupla que ampara uma janela que é ladeada pelos escudos de Carlos V e do prelado Gutiérrez de Carvajal.

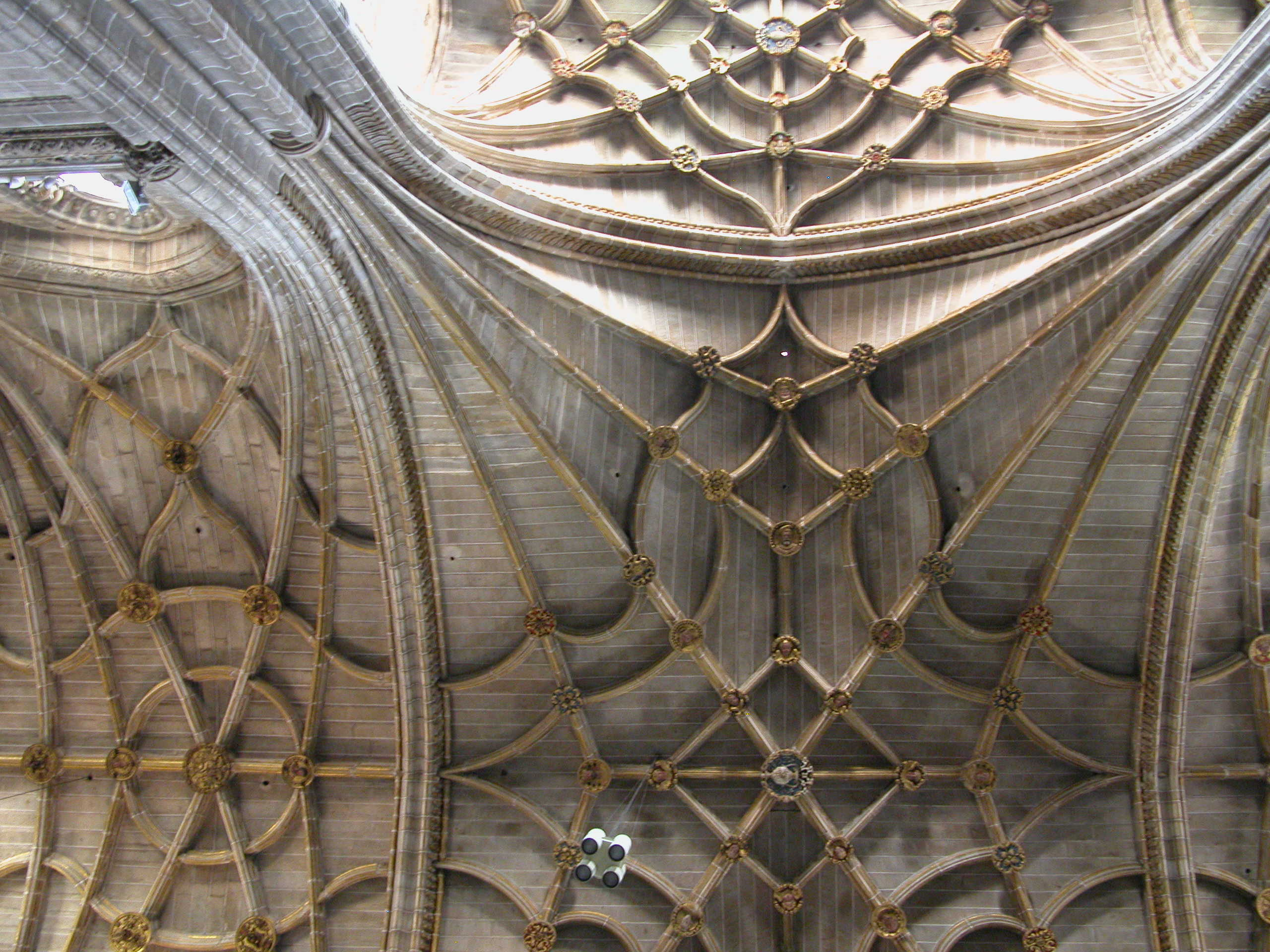
Aspeto de uma das abóbadas.

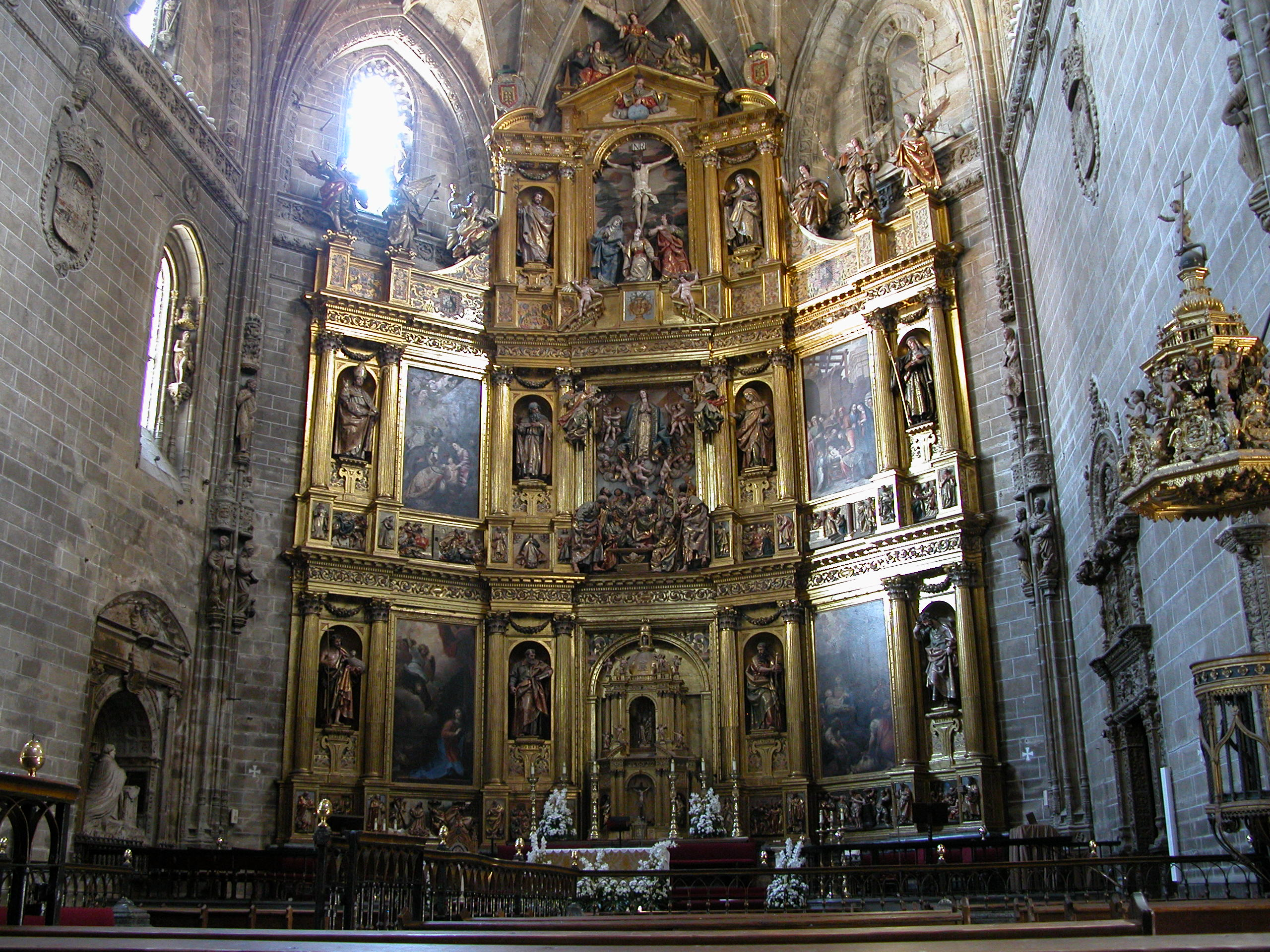
Retábulo principal.

### Naves e abóbadas
A catedral tem três naves com a mesma altura de 26 metros, seguindo o modelo renascentista, ao contrário do que era usual na época. Tem também um cruzeiro aberto com uma abóbada em cruzaria. As abóbadas são suportadas em colunas cujas nervuras partem, não dos capitéis, mas desde a base, prolongando-se em ramificações até às abóbadas, criando um efeito estrelado de grande complexidade, obra de Rodrigo Gil de Hontañón.

### Retábulos
O retábulo principal, considerado uma das obras mais notáveis do barroco espanhol , classificado por alguns como de estilo neoclássico é uma obra do século XVII, da autoria de Alonso de Balbás, que consta de talhas de madeira policromada da autoria de Gregorio Fernández. Das pinturas que o decoram, destacam-se a Anunciação e a Adoração dos Pastores, de Francisco Ricci, a Adoração dos Reis de Luis Fernández e a Circuncisão de Matheo Gallardo.
No sacrário venera-se uma imagem de Nossa Senhora 'del Sagrario, de estilo gótico que data do século XII, cujo original de madeira coberta de prata se encontra em exposição no Museu Catedralício, o qual está instalado na vizinha catedral velha.
Os retábulos laterais são de estilo barroco. Um deles, o da Virgem da Assunção, da autoria dos irmãos Joaquín e José Churriguera e do seu sobrinho Alberto, foi finalizado em 1726. O outro, das Relíquias, é da autoria do mestre entalhador de Plasencia Carlos Simón de Sória e foi terminado em 1746.
Junto ao retábulo maior encontra-se o túmulo renascentista do bispo Ponce de León, construído em mármore, uma obra de Mateo Sánchez de Villaviciosa representando o prelado em oração.

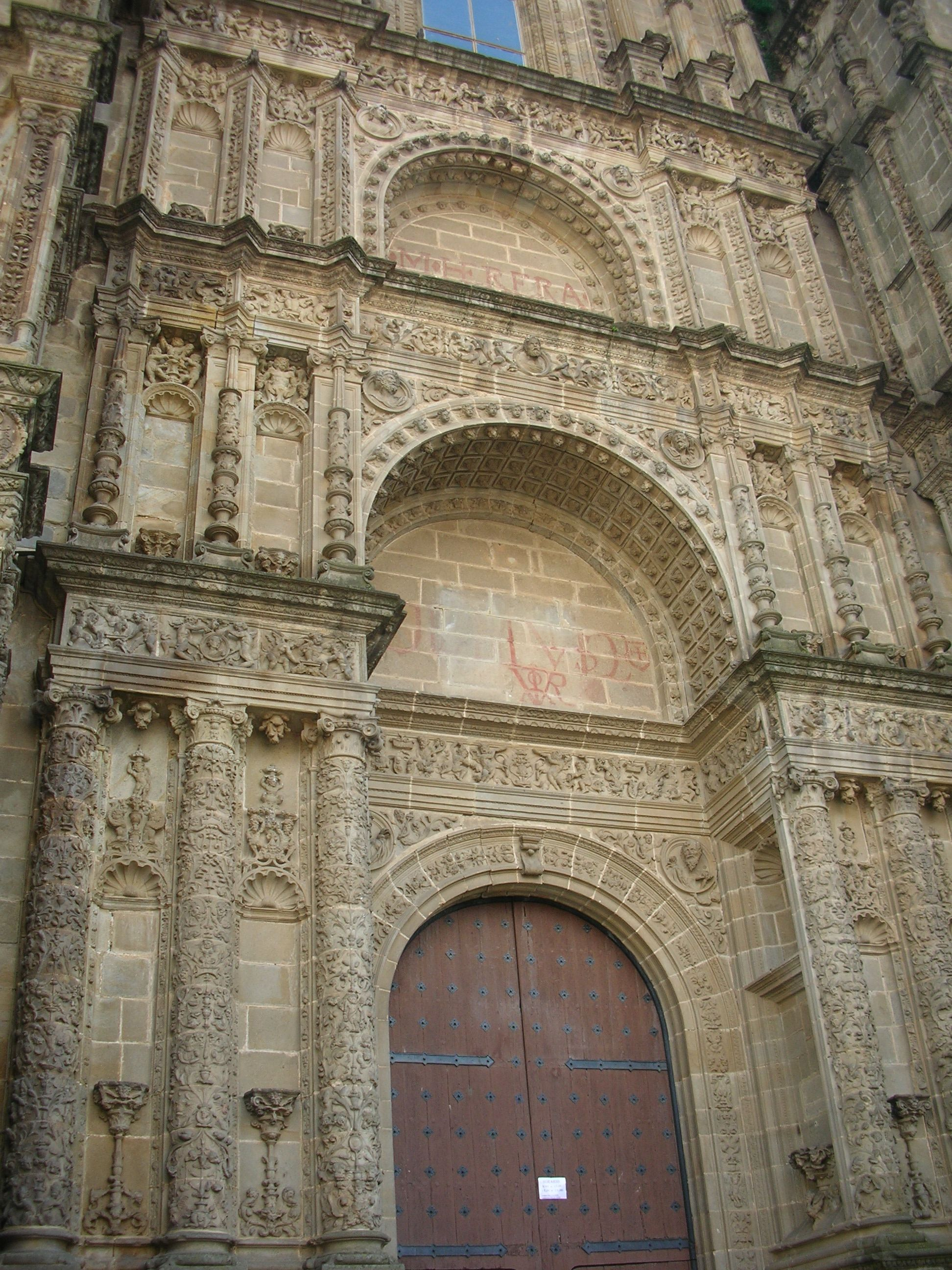

## Coro e órgão
As cadeiras, em estilo gótico flamejante, 41 na parte superior e 26 em baixo, obra principalmente do entalhador Rodrigo Alemán para a catedral velha, foram executadas entre 1497 e 1505. Apresentam um trabalho escultórico em madeira de nogueira com uma ampla e rica iconografia que segue a linha das cadeiras de coro espanholas do século XVI, com motivos tão variados que vão do religioso ao profano, mitológico, a raiar o obsceno, satírico, escatológico, fantástico, popular, etc. Entre as cadeiras destacam-se as dos Reis Católicos e a do bispo.
O gradeamento do coro é de ferro forjado, de estilo plateresco e é geralmente atribuído a Juan Bautista Celma. Foi terminado em 1604.
O órgão foi construído por Casai Elezgaray e é de estilo plateresco de transição ao barroco, com esculturas e relevos. Plasencia foi cidade com importante tradição musical e berço de diversos organistas talentosos.

## Bibliografía
- Calle Calle, Francisco Vicente (2008). «Plasencia, Misterios" en las Catedrales» (em espanhol). www.bubok.com